# Église Saint-Brice de Basse-Goulaine
L'église Saint-Brice est un édifice religieux catholique situé à Basse-Goulaine dans le département de la Loire-Atlantique en France.

## Description
L'église est située au centre de Basse-Goulaine, en Loire-Atlantique.
L'église abrite plusieurs objets protégés au titre des monuments historiques :
- un autel en marbre polychrome et bois doré (XVIIIe siècle[1]) ;
- un calice et une patène en argent (1740[2]) ;
- un encensoir et une navette à encens en argent (1798 et 1809[3]) ;
- deux ostensoirs en argent (1810[4] et 1830[5]) ;
- une statue de la Vierge à l'Enfant en pierre (XVe siècle[6]) ;
- deux tableaux :
  - La Communion des apôtres (XVIIe siècle[7]),
  - Saint Luc (XVIIe siècle[8]).

## Historique
La première église du village est édifiée au XIIIe siècle. L'église actuelle est érigée en 1878 à proximité immédiate de l'ancienne église ; cette dernière est démolie en 1881,. Le clocher n'est achevé qu'en 1884.